# Munsinger-Affäre
Die Munsinger-Affäre war der erste politische Sex-Skandal in Kanada von nationaler Tragweite. Er betraf Gerda Munsinger, eine angebliche Prostituierte aus Deutschland, die im Verdacht stand, Spionin im Dienste der Sowjetunion zu sein. Sie hatte von 1958 bis 1961 mit zwei Ministern aus John Diefenbakers konservativer Regierung eine Liebesaffäre. 1966 wurde die Affäre der Öffentlichkeit bekannt und sorgte in Kanada für großes Aufsehen.

## Vorgeschichte
Munsinger zog mit ihrem Ehemann Michael, einem amerikanischen Besatzungssoldaten, nach Kanada und ließ sich später von ihm scheiden. Sie machte daraufhin nähere Bekanntschaft mit mehreren Geschäftsleuten und Politikern. Unter ihnen waren der stellvertretende Verteidigungsminister Pierre Sévigny und Verkehrsminister George Hees. Sévigny unterzeichnete sogar ihren Einbürgerungsantrag. Die Royal Canadian Mounted Police überprüfte Munsingers Herkunft und fand heraus, dass sie nach dem Zweiten Weltkrieg einige Zeit in der sowjetischen Besatzungszone gelebt hatte und somit ein Sicherheitsrisiko darstellte. Die Angelegenheit wurde hinter verschlossenen Türen geregelt: Justizminister Davie Fulton ließ sie nach Deutschland abschieben und Sévigny trat 1963 zurück.

## Aufdeckung
Nach der Gusenko-Affäre von 1945 waren Fragen der nationalen Sicherheit Kanadas üblicherweise nicht Gegenstand öffentlicher Debatten. 1966 geriet jedoch die nachfolgende liberale Regierung wegen eines anderen Falles unter Beschuss. Er betraf Sicherheitslücken, die es dem Postboten George Victor Spencer aus Vancouver ermöglicht hatten, zwei sowjetischen Spionen Informationen zuzuspielen. In einer Unterhaus-Debatte am 4. März nannte der ehemalige Premierminister John Diefenbaker den Justizminister Lucien Cardin wegen dessen Abwicklung des Falles einen „Zwerg in den Kleidern eines Riesen“. Cardin wehrte sich, indem er auf den Munsinger-Fall anspielte (er sprach den Namen absichtlich falsch als Munsignor aus, doch war den wenigen Eingeweihten klar, wen er damit meinte).
Eine Woche später teilte er der Presse mit, es handle sich dabei um eine gewisse Gerda Munsinger, und behauptete, sie sei inzwischen an Leukämie verstorben. Doch Robert Reguly, ein Reporter der Zeitung Toronto Daily Star, spürte Munsinger in München auf. Sie bestätigte die Liebesaffären, wehrte sich aber gegen die Anschuldigung, eine Spionin zu sein. Die Story dominierte wochenlang die kanadischen Medien und wurde mit derart viel Spannung verfolgt, dass der Parlamentsbetrieb zum Erliegen kam. Premierminister Lester Pearson setzte eine Untersuchungskommission ein, was Diefenbaker als parteipolitisch motivierte Attacke empfand. Der Untersuchungsbericht des Obersten Richters Wishart Spence kam zum Schluss, dass der frühere Regierungschef die fehlbaren Minister hätte entlassen sollen, konnte aber keine Verletzung der Sicherheitsbestimmungen feststellen.
Um von der Affäre abzulenken und sich anderen Dingen zuwenden zu können, begann Pearson eine öffentliche Debatte über die Todesstrafe, die in Kanada zehn Jahre später schließlich abgeschafft wurde.